# Picross DS
Vous lisez un « bon article » labellisé en 2009.
Picross DS (ピクロスDS, Pikurosu DS en japonais) est un jeu vidéo de puzzle développé par Jupiter et édité par Nintendo, sorti à partir de 2007 dans la gamme Touch! Generations sur Nintendo DS. Il reprend le principe du picross, jeu de chiffres sur grille. Il inclut plusieurs modes de jeu proposant des variations autour du picross. Il est le précurseur de nombreux jeux de picross sur le même support et a contribué à la popularisation de celui-ci en Europe.

## Système de jeu

### Picross classique
À l'origine, le but du picross est de reconstituer une image sur un papier quadrillé. Dans, Picross DS, ce concept est adapté pour une résolution de grille sur l'écran tactile de la Nintendo DS. Comme dans le jeu original, le joueur doit déterminer quelles cases sont à noircir. Il est aidé par des indications chiffrées sur chaque ligne et chaque colonne. Ces chiffres indiquent la taille des blocs de cases contiguës à noircir sur la ligne ou la colonne à laquelle ils sont associés. Par exemple, « 3 - 4 » écrit devant une ligne indique qu'il y a sur cette ligne un bloc de trois cases contiguës à noircir puis un bloc de quatre cases contiguës à noircir, ces deux blocs étant séparés par au moins un bloc vide. Il existe de nombreuses méthodes de déduction permettant de faciliter la résolution des picross.
Le jeu se joue au stylet mais le joueur peut également utiliser les boutons de la console à sa convenance. Chaque résolution de grille est chronométrée. Une fois l'image découverte, une animation y est associée si le joueur a résolu la grille en moins d'une heure. En mode normal, une erreur (case noircie alors qu'elle est censée être vide) donne une pénalité de temps de deux, quatre ou huit minutes. Le jeu est compatible avec la cartouche vibration Nintendo DS.

### Modes de jeu

Grille de picross 20 × 20
voir la résolution.

#### Mode principal
Le mode de jeu principal propose de résoudre plus de 300 grilles picross (dont la taille varie de 5 × 5 à 25 × 20) réparties en trois niveaux de difficultés :
- facile : un pack de petites grilles ;
- normal : 11 packs de grandes grilles (dont un bonus) ;
- libre : 11 packs de grandes grilles (dont un bonus) où les erreurs ne sont plus indiquées.

Chaque pack contient une quinzaine de grilles.

#### Picross du jour
Au début du jeu, dans le mode « Picross du jour », le joueur n'a accès qu'au jeu « Picross rapide » où il s'agit de résoudre un picross classique. Au fur et à mesure des résolutions, le joueur débloque de nouveaux types de jeu :
- sans X (débloqué lorsque picross rapide a été résolu trois fois) - Le joueur doit résoudre la grille sans placer de croix ;
- recherche d'erreurs (débloqué lorsque picross rapide a été résolu sept fois) - Le joueur doit finir de résoudre une grille en partie déjà résolue mais contenant des erreurs à corriger ;
- mémoire (débloqué lorsque picross rapide a été résolu douze fois) - Le joueur doit résoudre de tête une grille 7 × 7 en moins de 20 secondes. Ce délai dépassé, les indications chiffrées disparaissent et le joueur doit compléter la grille ;
- secret (débloqué lorsque picross rapide a été résolu vingt fois) - Le joueur doit compléter une grille 7 × 7 dont trois indications chiffrées ont été remplacées par des croix. Ces indications chiffrées sont écrites dans le désordre sur l'écran du haut de la Nintendo DS.

#### Mini-jeux

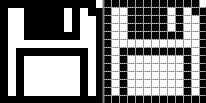
Exemple de motif à reproduire dans le mini-jeu de dessin.

Dans le mode de jeu principal, les grilles de picross sont présentées par lignes de cinq. Dès le mode normal, une fois que le joueur a résolu tous les picross présents sur une ligne, il débloque un mini-jeu. Il en existe plusieurs types :
- Attrapez ! - Le joueur doit toucher des carrés bleus se déplaçant sur une grille avec le stylet ;
- Dessinez ! - Le joueur doit recopier en temps limité un dessin sur une grille vide depuis un modèle sur fond blanc ;
- Touchez ! - Le joueur doit toucher avec le stylet des carrés bleus qui apparaissent et disparaissent sur une grille.

#### Création
Picross DS contient un outil de création permettant au joueur de concevoir ses propres picross. Il doit tout d'abord dessiner le motif à découvrir sur une grille vide. Le jeu extrapole les indications chiffrées sur chaque ligne et chaque colonne à partir du motif. Le joueur dessine ensuite l'animation bonus du motif. Plusieurs outils de dessin sont à sa disposition : palette de couleurs, zoom, remplissage de zone, etc. Une note de difficulté est attribuée à chaque picross créé (de une à cinq étoiles).

#### Multijoueur
Le mode multijoueur de Picross DS propose diverses fonctionnalités. De un à cinq joueurs peuvent s'affronter en local dans une épreuve de résolution de picross. Le jeu propose également des duels en ligne via le service WFC de Nintendo. Picross DS a aussi une dimension collaborative. Le joueur peut proposer en téléchargement les grilles qu'il a dessinées en mode « Création » et ainsi en télécharger de nouvelles créées par d'autres joueurs. Parmi les nouvelles grilles à télécharger, Nintendo a proposé des packs de picross provenant de Mario's Picross et Mario's Super Picross. Les puzzles créés peuvent également s'échanger en local grâce à un système de code ami.

## Développement
Picross DS a été annoncé dans le line-up de la Nintendo DS lors du Nintendo World 2006 (tournée promotionnelle de Nintendo au Japon),. Il s'agit de l'un des premiers gros projets de Jupiter sur Nintendo DS, une plate-forme sur laquelle ils ont développé par la suite une dizaine de jeux dont certains ont rencontré un gros succès. Le jeu a été développé par une équipe d'une trentaine de personnes, l'assurance qualité ayant été sous-traitée par l'entreprise Digital Hearts.
Picross DS est sorti le 25 janvier 2007 au Japon dans la gamme à succès Touch! Generations. Le parc de Nintendo DS y était déjà bien installé,. Cette gamme est principalement destinée aux casual gamers, son esthétique minimaliste visant dans cette cible un public adulte,.
Équipe de développement
- Directeurs : 	Norichika Meguro, Masaki Tawara
- Assistant directeur : Kazuhiro Yoshikawa
- Producteur : Makoto Nakayama, Hitoshi Yamagami
- Producteur délégué : Satoru Iwata
- Chef de projet : Sukekuni Yuhki
- Lead designer : Norichika Meguro
- Designer : Manami Yamazaki, Toshihiro Fujimine, Ruriko Banbara, Yukiko Katsube, Yoshikazu Hiraki, Noriko Shibuya
- Lead programmeur : Tomohiro Matsui
- Programmeurs : Masumi Tarukado, Takao Tanaka, Fuminari Aoto, Tomoki Masuyama, Shinya Mukai, Yooichiroh Kawamura
- Son :	Nobuhiro Ohuchi, Masashi Sugiyama, Ayako Yamaguchi
- Localisation : Andy Fey, Andrew Steele (en), Martin Weers (de), Hervé Lefranc (fr), Araceli Mazón (es), Fabrizio Cattaneo (it)

## Accueil

### Critique
Picross DS a généralement reçu un bon accueil critique. Les critiques apprécient notamment la durée de vie et l'addiction que crée le jeu,,. Sa prise en main est considérée comme intuitive même si les contrôles tactiles sont parfois critiqués. Le jeu encourage la réflexion mais le système de pénalités est considéré comme trop simple notamment en multijoueur, où les erreurs sont trop peu pénalisées,.

### Commercialisation et suites
Picross DS a été commercialisé dans la gamme Touch! Generations pour 30 € en Europe,. C'est grâce à l'engouement en Europe pour la gamme Touch! Generations que Picross DS y a été édité. En effet, le picross demeurait jusque-là un jeu très peu connu hors du Japon et des États-Unis. Deux jeux de picross étaient précédemment sortis sur Nintendo DS mais uniquement au Japon : Oekaki Puzzle Battle! Yūsha-Ō Gaogaigar Hen (2005) et DS Puzzler Numplay Fan and Oekaki Logic (2006).
Picross DS s'est vendu à environ 450 000 exemplaires au Japon et aux États-Unis. Picross 3D, développé par HAL Laboratory et sorti en 2009 au Japon et en 2010 en occident sur Nintendo DS, utilise des mécanismes de jeu se rapprochant du picross classique mais dans un univers en 3D. Il peut être considéré comme la suite de Picross DS au sens où il en reprend les codes graphiques et a aussi été édité par Nintendo. En 2008, deux autres titres de picross sont sortis sur Nintendo DS, Pic Pic (concept inspiré du picross) et Colour Cross (ajoutant la nécessité de placer les bonnes couleurs dans les cases), tous deux édités en Europe et aux États-Unis.